# Tim Wiese
Tim Wiese (Bergisch Gladbach, 1981. december 17.) német válogatott kapus, 2005-től visszavonulásáig a német Bundesligában szereplő Werder Bremen játékosa volt.

## Pályafutása

### A kezdetek
Tim Wiese a Bayer Leverkusen ifjúsági csapatnál kezdett el játszani, majd 2000-ben szerződött a Fortuna Kölnhöz. A 2001-2002-es téli átigazolási időszakban megszerezte a Kaiserslautern, de ott csak csereként számítottak rá George Koch és Roman Weidenfeller mögött. A téli átigazolási szezon után sikerült bebiztosítani első helyét a kapuban. A második mérkőzésén piros lapot kapott. 2004 novemberének végéig volt a csapat első számú kapusa, majd miután Thomas Ernst felépült, megint csak a csere szerepe jutott neki.

### Werder Bremen

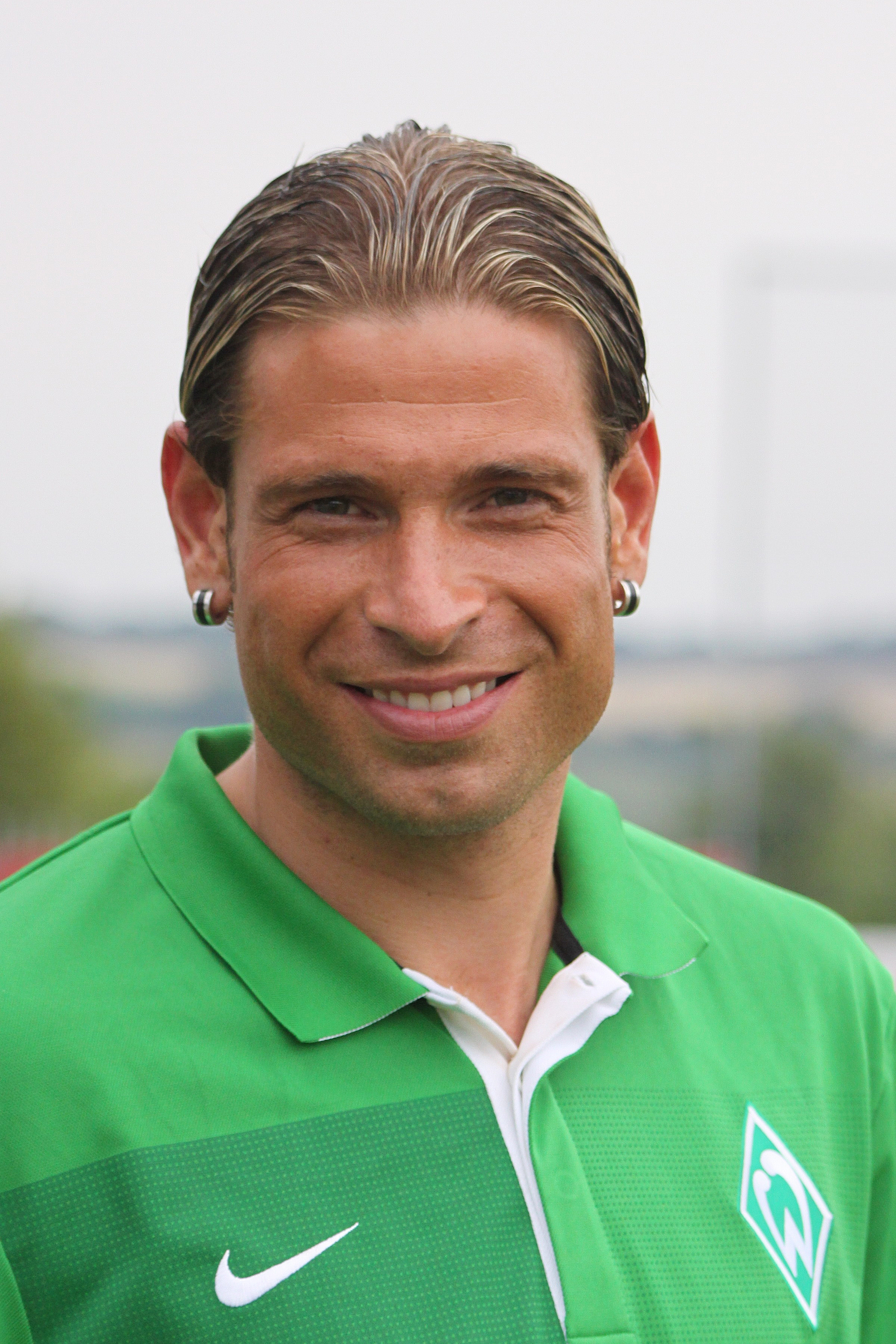
Wiese a Werder Bremenben 2009-ben

Wiesét 2005-ben megvette a Werder Bremen az öregnek vélt Andreas Reinke helyére, de a szezon első felében térdszalagszakadást szenvedett, így képtelen volt kihagyni a szezon második felét.
2006 februárjában biztosította igazán be helyét a kapuban a VfB Stuttgart elleni bravúrjai jóvoltából. A 2005-2006-os szezonban  Wiese számított a csapat első számú kapusának. 
Wiesét már sokan Oliver Kahn-hoz hasonlították, ám  a 2006. május 7-i Juventus elleni UEFA-kupa mérkőzésen hibát követett el kapujában. A 2006-os szezon végére ismét bizonyított a Hamburg elleni találkozón, a csapat megnyerte a meccset, így második is lett a Bundesligában. 
A 2006-2007-es szezonban megkapta az első számú dresszt. A 2008-2009-es idényben a Német Kupában egészen a döntőig meneteltek, ott pedig legyőzték a Bayer leverkusen csapatát. 

### Hoffenheim
2012. május 2-án aláírt a Hoffenheim csapatához és augusztustól ő lett a csapatkapitány. Ő is és csapata is gyengén kezdte a szezont, az első négy mérkőzésen 15 gólt kapott. Novemberben térdsérülést szenvedett így hosszabb időre kiszorult  a csapatból, majd a helyére érkező Heurelho Gomes élvezte a bizalmat. 2013 februárjában kisebb balhéba keveredett a rendfenntartókkal, majd a rendőri intézkedésnek is ellenállt. Végül egy bírsággal megúszta az esetet. Áprilisban a klub vezetése bejelentette, hogy felbontja a szerződését. Végül miután több társa, köztük az akkori csapatkapitány, Sejad Salihović kiállt mellette, az idény végéig maradhatott. Utolsó bajnokiját 2014. január 26-án az Eintracht Frankfurt ellen játszotta.

### A válogatottban
2008. november 19-én debütált a válogatottban az Anglia elleni mérkőzésen, a félidőben René Adler helyére állt be. Részt vett a 2010-es világbajnokságon és a 2012-es Európa-bajnokságon, de pályára egyik tornán sem lépett.

## Labdarúgó pályafutásának statisztikái

### Klub
| Klub adatok | Klub adatok       | Klub adatok       | Bajnokság     | Bajnokság | Kupa          | Kupa      | Nemzetközi kupa | Nemzetközi kupa | Összesen      | Összesen |
| Szezon      | Klub              | Bajnokság         | Pályára lépés | Gólok     | Pályára lépés | Gólok     | Pályára lépés   | Gólok           | Pályára lépés | Gólok    |
| Németország | Németország       | Németország       | Bajnokság     | Bajnokság | DFB-Pokal     | DFB-Pokal | Nemzetközi kupa | Nemzetközi kupa | Összesen      | Összesen |
| ----------- | ----------------- | ----------------- | ------------- | --------- | ------------- | --------- | --------------- | --------------- | ------------- | -------- |
| 2000–01     | Fortuna Köln      | Regionalliga Nord | 2             | 0         | 1             | 0         | –               | –               | 3             | 0        |
| 2001–02     | Fortuna Köln      | Regionalliga Nord | 21            | 0         | 0             | 0         | –               | –               | 21            | 0        |
| 2001–02     | Kaiserslautern II | Regionalliga Süd  | 11            | 0         | 0             | 0         | –               | –               | 11            | 0        |
| 2002–03     | Kaiserslautern II | Regionalliga Süd  | 4             | 0         | 0             | 0         | –               | –               | 4             | 0        |
| 2002–03     | Kaiserslautern    | Bundesliga        | 21            | 0         | 5             | 0         | –               | –               | 26            | 0        |
| 2003–04     | Kaiserslautern    | Bundesliga        | 30            | 0         | 1             | 0         | 2               | 0               | 33            | 0        |
| 2004–05     | Kaiserslautern    | Bundesliga        | 14            | 0         | 0             | 0         | –               | –               | 14            | 0        |
| 2005–06     | Werder Bremen     | Bundesliga        | 15            | 0         | 0             | 0         | 2               | 0               | 17            | 0        |
| 2006–07     | Werder Bremen     | Bundesliga        | 31            | 0         | 0             | 0         | 12              | 0               | 43            | 0        |
| 2007–08     | Werder Bremen     | Bundesliga        | 31            | 0         | 3             | 0         | 10              | 0               | 44            | 0        |
| 2008–09     | Werder Bremen     | Bundesliga        | 29            | 0         | 5             | 0         | 12              | 0               | 46            | 0        |
| 2009–10     | Werder Bremen     | Bundesliga        | 31            | 0         | 6             | 0         | 10              | 0               | 47            | 0        |
| 2010–11     | Werder Bremen     | Bundesliga        | 29            | 0         | 1             | 0         | 7               | 0               | 37            | 0        |
| 2011–12     | Werder Bremen     | Bundesliga        | 28            | 0         | 1             | 0         | –               | –               | 29            | 0        |
| 2012–13     | 1899 Hoffenheim   | Bundesliga        | 10            | 0         | 1             | 0         | –               | –               | 11            | 0        |
| 2013–14     | 1899 Hoffenheim   | Bundesliga        | 0             | 0         | 0             | 0         | –               | –               | 0             | 0        |
| Összesen    |                   |                   | 307           | 0         | 24            | 0         | 55              | 0               | 386           | 0        |

### Válogatott
| Németország | Németország   | Németország |
| Év          | Pályára lépés | Gól         |
| ----------- | ------------- | ----------- |
| 2008        | 1             | 0           |
| 2009        | 1             | 0           |
| 2010        | 1             | 0           |
| 2011        | 2             | 0           |
| 2012        | 1             | 0           |
| Összesen    | 6             | 0           |

## Sikerei, díjai

### Klub
Werder Bremen
- DFB-Pokal: 2008–09
- DFB-Szuperkupa: 2009
- DFB-Ligakupa: 2006

### Válogatott
Németország
- Labdarúgó-világbajnokság 3. hely: 2010

## Profi pankrátori karrier

### WWE (2016–)
2014-ben hagyott fel a profi labdarúgással, majd főként testépítéssel kezdett el foglalkozni. Még abban az évben egy amatőr gálán bemutatkozott mint pankrátor, majd a WWE profi pankrátorszervezet támogatásával 2016. november 3-án debütált a profik között is egy müncheni gálán, győzelemmel.

## Külső hivatkozások
- Tim Wiese hivatalos oldala